# Charles-François Dumouriez

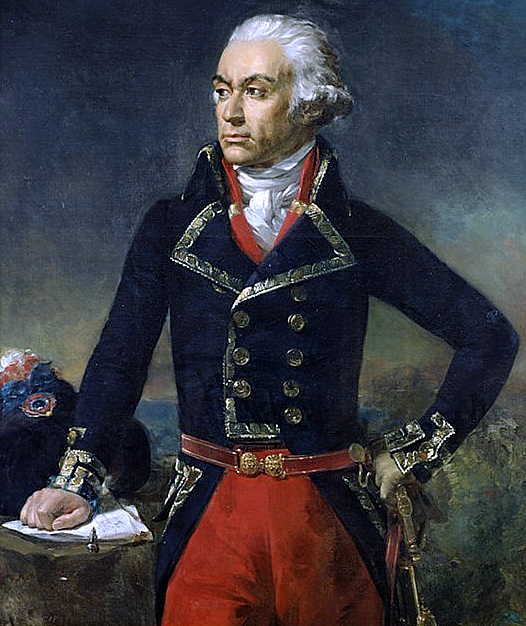
Charles-François Dumouriez, Général en chef de l'Armée du Nord (1739–1823), postumes Porträt von Jean Sébastien Rouillard, Paris 1834.
Dumouriez’ Unterschrift:

Charles-François du Périer du Mouriez, genannt Dumouriez (* 25. oder 27. Januar 1739 in Cambrai; † 14. März 1823 in Turville Park bei Henley-on-Thames), war ein französischer General, der nach anfänglichen Erfolgen im Ersten Koalitionskrieg die Seiten wechselte und aus jakobinischer Sicht Hochverrat beging.

## Ausbildung und erste Karriere in der französischen Armee
Sein Vater war Mitglied der königlichen Armee und sorgte für eine gute und breite Ausbildung seines Sohns. Der Junge setzte seine Studien am Collège Louis-le-Grand fort und begann 1757 seine militärische Karriere als Freiwilliger bei der Schlacht bei Roßbach. In den späteren deutschen Feldzügen im Siebenjährigen Krieg kämpfte er mit Auszeichnung; aber nach dem Friedensschluss wurde er mit einer kleinen Pension und dem Ordre royal et militaire de Saint-Louis in den Ruhestand geschickt.

## Geheimdienst und Gefangenschaft
Dumouriez reiste dann nach Italien, Korsika, Spanien und Portugal, und seine Schriften an Étienne-François, Herzog von Choiseul über korsische Angelegenheiten führten zu seiner Wiederbeschäftigung im Stab des französischen Expeditionskorps, das zu der Insel geschickt wurde; dafür erhielt er den Rang eines Lieutenant-colonel. Danach wurde er Mitglied des Secret du roi, des Geheimdienstes unter Ludwig XV. 1770 wurde er auf eine Mission nach Polen geschickt, wo er außer seinen politischen Geschäften eine polnische Miliz organisierte. Der Sturz Choiseuls führte zu seiner Abberufung, und etwas später wurde er in der Bastille inhaftiert, wo er sechs Monate verbrachte und sich mit Literatur beschäftigte. Er wurde dann nach Caen gebracht, wo er sich bis zur Thronbesteigung Ludwigs XVI. aufhielt. Nach seiner Freilassung 1774 heiratete er seine Cousine Mademoiselle de Broissy, er war aber nachlässig und untreu, und 1789 trennte sich das Paar, wobei seine Frau in einem Kloster Zuflucht nahm. Inzwischen hatte Dumouriez seine Aufmerksamkeit dem inneren Zustand seines Landes gewidmet, und unter den zahlreichen Denkschriften, die er an die Regierung schickte, war eines über die Verteidigung der Normandie und ihrer Häfen, die ihm 1778 die Kommandantur über Cherbourg sicherte, das er erfolgreich zehn Jahre lang verwaltete. 1788 wurde er Maréchal de camp.

## Karriere während der Französischen Revolution

### Aufstieg
Beim Ausbruch der Französischen Revolution ging Dumouriez nach Paris, weil er eine Gelegenheit für seine Karriere sah, und trat dem Jakobinerklub bei. Der Tod Mirabeaus am 2. April 1791, auf den er gesetzt hatte, war ein großer Rückschlag für ihn. Nachdem er die Stellung eines Lieutenant-général und Kommandanten von Nantes aufgestiegen war, bot sich ihm eine Gelegenheit nach dem Versuch der königlichen Familie, ins Ausland zu fliehen, vom Juni 1791, als er durch ein Hilfsangebot an die Nationalversammlung Aufmerksamkeit erregte. Er schloss sich nun der Partei der Girondisten an und wurde am 15. März 1792 zum Außenminister ernannt. Er war wesentlich verantwortlich für die Kriegserklärung an Österreich (20. April); der Einmarsch in die Österreichischen Niederlande wurde von ihm geplant. Nach der Entlassung Jean-Marie Rolands, Étienne Clavières und Joseph Marie Servan de Gerbey am 13. Juni übernahm er von letzterem das Kriegsministerium, trat aber zwei Tage später zurück, nachdem der König es abgelehnt hatte, sich mit der Nationalversammlung zu einigen. Nun trat er in die Armee von Nikolaus von Luckner ein und wurde nach dem Sturm auf die Tuilerien vom 10. August und Lafayettes Flucht zum Kommandanten der Zentralarmee ernannt.

### General der Republik
Im gleichen Moment ging die Koalition in die Offensive. Dumouriez reagierte umgehend. Sein Untergebener François Christophe de Kellermann schlug die Preußen bei Valmy zurück (20. September 1792), und er selbst besiegte die Österreicher in der Schlacht bei Jemappes (6. November). Beide Gefechte waren von hoher psychologischer Bedeutung, da Dumouriez’ Truppen, die zu einem großen Teil aus Freiwilligen bestanden, den damals besten Soldaten Europas standgehalten hatten. Gleichwohl waren sie nicht kriegsentscheidend, da Dumouriez beide Male darauf verzichtet hatte, den abziehenden Truppen des Feindes nachzusetzen und sie aufzureiben. Dumouriez’ Truppen rückten weiter vor und eroberten am 29. November Antwerpen. Damit war ganz Belgien französisch besetzt.
Als der General am 1. Januar 1793 nach Paris zurückkehrte, wurde er mit stürmischem Beifall begrüßt. Seine Bemühungen, die Hinrichtung Ludwigs XVI. zu verhindern, über die der Nationalkonvent im Januar 1793 debattierte, machte ihn den radikalen Revolutionären verdächtig; Außerdem befand sich Dumouriez im Streit mit dem der Bergpartei zuneigenden Kriegsminister Jean-Nicolas Pache, der versuchte, die Versorgung der Armeen in einem eigenen Direktorium zu zentralisieren, um den Einfluss privater Heereslieferanten zu beschränken, die zum Teil enorme Profite erwirtschafteten. Von deren Zulieferungen war Dumouriez’ Armee aber existenziell abhängig. Zur Untersuchung dieser Probleme schickte der Konvent im November 1792 den prominenten Cordelier Georges Danton mit Jean-François Delacroix, Armand Gaston Camus und Eugène Constant Joseph César Gossuin nach Belgien, die aber nichts ausrichten konnten. Dumouriez sorgte mit Hilfe der Girondisten Ende Januar 1793 dafür, dass Pache zurücktreten musste.
Der Hauptkonflikt zwischen Dumouriez und den radikalen Revolutionären wurzelte in der expansionistischen Politik des Konvents, die darauf abzielte, alle Gebiete innerhalb der angeblich „natürlichen Grenzen Frankreichs“ zu annektieren. Das Dekret vom 15. Dezember 1792 sah zudem vor, die inflationsanfälligen Assignaten in den eroberten Gebieten einzuführen und die dortigen Kirchengüter zu enteignen. Dumouriez protestierte: Nach seinen Vorstellungen sollten die Bewohner Belgiens eine eigene Republik bilden und von der Besatzung so wenig wie möglich belastet werden, womit er sich aber nicht durchsetzen konnte. Große Teile der Bevölkerung Belgiens, die man doch eigentlich befreien wollte, begannen sich gegen die französische Besatzung zu wehren: Nach Dumouriez’ Rückkehr fand er das Land im offenen Aufstand vor.

### Auseinandersetzung mit den Jakobinern und Hochverrat
Die Hinrichtung des Königs und die französische Kriegserklärung an Großbritannien und die Niederlande bewogen Dumouriez zunehmend, eigenen Plänen zu folgen: Er wollte nun in den Niederlanden eine nicht-jakobinische Herrschaft installieren, dann in Belgien die Selbstverwaltung wiederherstellen und die radikalen Revolutionäre aus dem Land werfen, um anschließend einen Friedensschluss auf der Basis einer Rückkehr zur französischen Verfassung von 1791 auszuhandeln, die eine konstitutionelle Monarchie eingerichtet hatte. Falls der Nationalkonvent sich dem widersetzen sollte, wollte er auf Paris marschieren und den neunzehnjährigen Herzog von Chartres, den späteren König Louis-Philippe, auf den Thron setzen.
Dumouriez hatte schon seit Längerem gedrängt, den Krieg auf die Republik der Niederlande auszuweiten. Am 16. Februar 1793 war es soweit: Die französischen Truppen drangen nach Holland ein, am 25. Februar wurde Breda besetzt. Der unerwartet starke österreichische Gegenschlag führte zum Verlust Aachens und Lüttichs. Deswegen befahl der Konvent, Dumouriez solle sich aus den Niederlanden zurückziehen. Der gehorchte, schrieb aber am 12. März einen zornig-anmaßenden Brief, der als seine „Kriegserklärung an den Konvent“ gilt. Kurz darauf ließ er die Jakobiner und Sansculotten in Belgien verhaften. In der Schlacht bei Neerwinden erlitten seine Truppen am 18. März 1793 eine weitere Niederlage gegen die österreichische Armee. In Paris wurden Gerüchte laut, Dumouriez würde mit dem Feind gemeinsame Sache machen, woraufhin der Konvent erneut Delacroix und Danton in Dumouriez‘ Hauptquartier in Saint-Amand schickten, die seine Kriegführung untersuchen und den General zur Rücknahme seiner „Kriegserklärung“ bewegen sollten. Danton kehrte nach einem längeren Gespräch mit ihm am 23. März nach Paris zurück, ohne eine klare Antwort erhalten zu haben, und äußerte erst vier Tage später öffentlich, man solle Dumouriez als einzigen erfolgreichen General, den die Republik hatte, auf seinem Posten lassen. Dies trug zu wiederholten Verdächtigungen bei, er stecke mit Dumouriez unter einer Decke oder handle aus eigennützigem finanziellem Interesse. Vielleicht kam es ihm auch darauf an, sich mit den Girondisten auszusöhnen. Im Verteidigungsausschuss konnte sich Danton aber nicht durchsetzen, zu viele Zeugen belegten die hochverräterischen Pläne des Generals. Am 30. März 1793 beschloss der Konvent daher, vier Kommissare und Kriegsminister Pierre Riel de Beurnonville zu Dumouriez zu entsenden, um ihn zur Aufgabe seiner Pläne zu bewegen und zum weiteren Verhör nach Paris zu bringen. Der ließ die fünf Männer festnehmen und an die Österreicher ausliefern. Sein Plan, sich ganz Belgiens zu bemächtigen, und gemeinsam mit den Österreichern auf Paris zu marschieren, über den er um den 1. April 1793 herum mit Oberst Karl Mack von Leiberich verhandelte, erwies sich als undurchführbar, weil viele seiner Soldaten überzeugte Republikaner waren und sich mehrere seiner Offiziere gegen ihn stellten. Daher wechselte Dumouriez am 5. April 1793 mit dem Herzog von Chartres, dessen Bruder, dem Herzog von Montpensier, und dem 4e régiment de hussards in das österreichische Lager bei Mons.
Dieser offene Hochverrat trug in Paris zur Delegitimierung der Girondisten bei, die ihn bis dahin immer unterstützt hatten. Bei der Wahl des ersten Wohlfahrtsausschusses am 7. April erhielt kein einziger Girondist ausreichend Stimmen. Bereits am 3. April erklärte der Wortführer der Bergpartei Maximilien de Robespierre vor dem Konvent den ganzen Krieg als ein abgekartetes Spiel zwischen Dumouriez und Jacques Pierre Brissot, dem Wortführer der Girondisten, mit dem Ziel, die Republik zu stürzen:

„Brissot war der intime Freund von Dumouriez und ist es noch; […] Brissot ist mit all den Fäden der Verschwörung von Dumouriez‘ verbunden. […] Ich erkläre, dass es nicht eine Gelegenheit gab, wo Brissot Dumouriez nicht verteidigt hat. Dumouriez‘ Plan war, uns in einen unheilvollen und gefährlichen Krieg zu verstricken und diesen dann gegen unsere Freiheit zu richten. Dumouriez und Brissot waren die ersten, die den Krieg gegen Österreich vorschlugen. Und erinnern Sie sich, was wir ihnen sagten: Bevor wir Europa den Krieg erklären, schlachten Sie den Königshof und ersetzen Sie Ihre Generäle!“

## Emigration
Nun zog er von Land zu Land. Er war wiederholt in Intrigen mit Ludwig XVIII. verwickelt oder in Intrigen, um eine orléanistische Monarchie zu errichten (siehe Ludwig Philipp und Orléanisten). Schließlich ließ er sich 1804 in England nieder, wo ihm die Regierung eine Pension von £ 1.200 pro Jahr gewährte. Er wurde ein wertvoller Berater des Kriegsministeriums in Zusammenhang mit den Auseinandersetzungen mit Napoleon; das Ausmaß dieser Tätigkeit wurde erst viele Jahre später bekannt. 1814 und 1815 bemühte er sich, von Ludwig XVIII. zum Marschall von Frankreich ernannt zu werden, wurde aber abgewiesen.
Dumouriez starb am 14. März 1823 in der Nähe von London. Sein Name ist am Triumphbogen in Paris auf dem nördlichen Pfeiler in der 3. Spalte eingetragen.

## Memoiren
Dumouriez’ Memoiren wurden 1794 in zwei Bänden in Hamburg veröffentlicht; noch im selben Jahr erschien eine deutschsprachige Übersetzung durch Karl Johann Heinrich Hübbe:
- Charles François Dumouriez: Mémoires du général Dumouriez, écrits par lui-même, 2 Bände, Hamburg/Leipzig 1794.
- Denkwürdigkeiten des Generals Dümouriez, nebst dem Bildnisse des Verfassers, von ihm selbst geschrieben, mit Anmerkungen von Christoph Girtanner. 3 Bände. O.V., Frankfurt und Leipzig 1794f. (Digitalisate: Erster Theil – Zweiter Theil – Dritter Band, erstes Buch – Dritter Band, zweytes Buch).
- Denkwürdigkeiten des Generals Dumouriez. Das Jahr 1793 hrsg. von Norbert Flörken, Norderstedt 2019.

Eine erweiterte Ausgabe der Memoiren erschien 1822/23 in Paris:
- La vie et les mémoires du général Dumouriez, avec des notes et des éclaircissemens historiques par [Saint-Albin] Berville et [Jean-François] Barrière. 4 Bände, Paris 1822 f. (auch als Microfiche-Ausgabe erschienen bei Georg Olms, Hildesheim 1994–1998).

## Weitere Schriften
- Politische Uebersicht des künftigen Schiksals von Frankreich. Benjamin Gotthold Hoffmann, Hamburg 1795 (Digitalisat).
- Sendschreiben des Generals Dümouriez an den Übersetzer seiner Lebensbeschreibungen. Eine Fortsetzung der politischen Uebersicht des künftigen Schiksals von Frankreich. Benjamin Gotthold Hoffmann, Hamburg 1795 (Digitalisat).
- Des Generals Dümouriez historisch-statistisches Gemälde von Portugall. In die deutsche Sprache übersetzt von Bernhard Reith. Friedrich Gotthold Jacobäer, Leipzig 1797 (Digitalisat).